# Schuma
Maria Aparecida Schumaher, conhecida como Schuma, é uma pedagoga e militante feminista brasileira.
Como coordenadora da ONG Rede de Desenvolvimento Humano (Redeh), organizou o Dicionário Mulheres do Brasil, reunindo verbetes sobre 900 mulheres que tiveram impacto sobre a história do Brasil. Também coordenou a campanha "Quem ama abraça - Fazendo escola". Foi ainda dirigente da Articulação de Mulheres Brasileiras (AMB).
Recebeu em 2005 o Diploma Bertha Lutz.

## Obras
- 2000 - Dicionário mulheres do Brasil (com Erico Teixeira Vital Brazil) - Zahar
- 2004 - Gogó de Emas: a participação das mulheres na história do Estado de Alagoas - Imprensa Oficial (São Paulo)
- 2006 - Mulheres negras do Brasil (com Erico Teixeira Vital Brazil) - Senac
- 2015- Mulheres no Poder- trajetórias na política a partir da luta das sufragistas (com Antonia Ceva)-Edições de Janeiro[6]